# Dell Curry
Wardell Stephen «Dell» Curry (Harrisonburg, Virginia; 25 de junio de 1964) es un exjugador de baloncesto estadounidense que disputó 16 temporadas en la NBA. Con 1,96 metros jugaba en la posición de base.
Es padre de los también jugadores de baloncesto Stephen Curry y Seth Curry.

## Trayectoria deportiva

### Universidad
Jugó durante cuatro temporadas con los Hokies del Instituto Politécnico y Universidad Estatal de Virginia, en los que promedió 19,0 puntos, 4,8 rebotes y 3,2 asistencias por partido. En 2006 fue honrado como leyenda de la Atlantic Coast Conference.

### Profesional
Fue elegido en el puesto 15 del Draft de la NBA de 1986 por Utah Jazz, donde solo jugó una temporada, con muy pocos minutos de juego. Fue traspasado a Cleveland Cavaliers, donde, a pesar de mejorar ostensiblemente sus estadísticas, fue incluido en el draft de expansión de la siguiente temporada, siendo elegido por Charlotte Hornets. Allí transcurrió la mayor parte de su vida profesional, donde a pesar de salir desde el banquillo, sus cifras eran lo suficientemente buenas como para ser elegido, en 1994, como Mejor Sexto Hombre de la NBA.
Tras diez años en Charlotte, en 1999, ya con 34 años, ficha por Milwaukee Bucks, donde solo permanece una temporada, jugando sus tres últimos años como profesional en Toronto Raptors. 
En 16 temporadas como profesional promedió 11,7 puntos y 2,4 rebotes, con un 40,2% en tiros de tres, figurando entre los 20 máximos anotadores desde esa distancia en la NBA.

### Entrenador
El 18 de junio de 2007, fue nombrado asistente técnico de Charlotte Bobcats, pero lo dejó antes del inicio de la temporada para seguir el desarrollo de sus hijos en la NBA.

## Estadísticas de su carrera en la NBA

### Temporada regular
| Año      | Equipo    | PJ   | PT | MPP  | %TC  | %3P  | %TL  | RPP | APP | ROB | TPP | PPP  |
| -------- | --------- | ---- | -- | ---- | ---- | ---- | ---- | --- | --- | --- | --- | ---- |
| 1986-87  | Utah      | 67   | 0  | 9.5  | .426 | .283 | .789 | 1.2 | .9  | .4  | .1  | 4.9  |
| 1987-88  | Cleveland | 79   | 8  | 19.0 | .458 | .346 | .782 | 2.1 | 1.9 | 1.2 | .3  | 10.0 |
| 1988-89  | Charlotte | 48   | 0  | 16.9 | .491 | .345 | .870 | 2.2 | 1.0 | .9  | .1  | 11.9 |
| 1989-90  | Charlotte | 67   | 13 | 27.8 | .466 | .354 | .923 | 2.5 | 2.4 | 1.5 | .4  | 16.0 |
| 1990-91  | Charlotte | 76   | 14 | 19.9 | .471 | .372 | .842 | 2.6 | 2.2 | 1.0 | .3  | 10.6 |
| 1991-92  | Charlotte | 77   | 0  | 26.2 | .486 | .404 | .836 | 3.4 | 2.3 | 1.2 | .3  | 15.7 |
| 1992-93  | Charlotte | 80   | 0  | 26.2 | .452 | .401 | .866 | 3.6 | 2.3 | 1.1 | .3  | 15.3 |
| 1993-94  | Charlotte | 82   | 0  | 26.5 | .455 | .402 | .873 | 3.2 | 2.7 | 1.2 | .3  | 16.3 |
| 1994-95  | Charlotte | 69   | 0  | 24.9 | .441 | .427 | .856 | 3.4 | 1.6 | .8  | .3  | 13.6 |
| 1995-96  | Charlotte | 82   | 29 | 28.9 | .453 | .404 | .854 | 3.2 | 2.1 | 1.3 | .3  | 14.5 |
| 1996-97  | Charlotte | 68   | 20 | 30.6 | .459 | .426 | .803 | 3.1 | 1.7 | .9  | .2  | 14.8 |
| 1997-98  | Charlotte | 52   | 1  | 18.7 | .447 | .421 | .788 | 1.9 | 1.3 | .6  | .1  | 9.4  |
| 1998-99* | Milwaukee | 42   | 0  | 20.6 | .485 | .476 | .824 | 2.0 | 1.1 | .9  | .1  | 10.1 |
| 1999-00  | Toronto   | 67   | 9  | 16.3 | .427 | .393 | .750 | 1.5 | 1.3 | .5  | .1  | 7.6  |
| 2000-01  | Toronto   | 71   | 1  | 13.5 | .424 | .428 | .843 | 1.2 | 1.1 | .4  | .1  | 6.0  |
| 2001-02  | Toronto   | 56   | 4  | 15.8 | .406 | .344 | .892 | 1.4 | 1.1 | .4  | .1  | 6.4  |
| Total    | Total     | 1083 | 99 | 21.7 | .457 | .402 | .843 | 2.4 | 1.8 | .9  | .2  | 11.7 |

- * Temporada del lock-out.

### Playoffs
| Año   | Equipo    | PJ | PT | MPP  | %TC  | %3P  | %TL   | RPP | APP | ROB | TPP | PPP  |
| ----- | --------- | -- | -- | ---- | ---- | ---- | ----- | --- | --- | --- | --- | ---- |
| 1987  | Utah      | 2  | 0  | 2.0  | .000 | .000 | —     | .0  | .0  | .0  | .0  | 0.0  |
| 1988  | Cleveland | 2  | 0  | 8.5  | .250 | .000 | —     | .5  | 1.0 | .0  | .5  | 1.0  |
| 1993  | Charlotte | 9  | 0  | 24.7 | .433 | .286 | .818  | 3.6 | 2.0 | 1.4 | .0  | 11.0 |
| 1995  | Charlotte | 4  | 0  | 26.8 | .471 | .429 | .909  | 2.3 | 1.5 | .0  | .0  | 12.8 |
| 1997  | Charlotte | 3  | 1  | 16.7 | .294 | .250 | 1.000 | .3  | 1.7 | 1.3 | .0  | 4.7  |
| 1998  | Charlotte | 9  | 0  | 19.0 | .593 | .250 | .857  | 2.1 | 1.1 | .8  | .3  | 5.8  |
| 1999  | Milwaukee | 3  | 0  | 16.3 | .404 | .125 | 1.000 | 1.3 | .3  | 1.0 | .0  | 3.0  |
| 2000  | Toronto   | 3  | 0  | 10.0 | .133 | .667 | .500  | .7  | .3  | .7  | .0  | 2.3  |
| 2001  | Toronto   | 12 | 0  | 15.2 | .500 | .378 | .833  | 1.2 | .8  | .5  | .1  | 6.5  |
| 2002  | Toronto   | 4  | 0  | 14.8 | .422 | .800 | 1.000 | 1.3 | 1.0 | 1.3 | .5  | 7.0  |
| Total | Total     | 51 | 1  | 17.5 | .400 | .350 | .870  | 1.7 | 1.1 | .8  | .1  | 6.7  |

## Logros y reconocimientos
- Mejor Sexto Hombre de la NBA en la temporada 1993-94.
- Máximo anotador histórico de Charlotte Hornets, a fecha de 2007.
- Incluido en el Virginia Sports Hall of Fame en 2004.

## Vida personal
Zurdo de nacimiento, su tiro a canasta con 9 años era mediocre, pero a raíz de romperse el brazo izquierdo se vio forzado a lanzar con la derecha.
Fue el último jugador de la primera plantilla original de los Charlotte Hornets en dejar el equipo.
Dell se casó con su novia de la universidad, Sonya, en 1988. Tienen 3 hijos: Stephen, Seth, y Sydel.
En 1998, fundó una asociación benéfica, la Dell Curry Foundation, un programa orientado a los jóvenes en Charlotte (Carolina del Norte). La fundación dirige cinco centros de aprendizaje en Charlotte para ofrecer formación educativa y asesoramiento sobre el abuso y consumo de drogas.
Su hijo Stephen, que jugaba en el Davison College de la NCAA, donde lideró la clasificación de máximos anotadores de la Southern Conference fue elegido en la séptima posición del Draft de 2009 por Golden State Warriors, equipo con el que se proclamó campeón de la NBA 2015, 2017, 2018 y 2022. Su otro hijo, Seth, que jugó en Duke, fichó por los Sacramento Kings en verano de 2015.
Desde 2009 comenta partidos de los Charlotte Hornets para la cadena televisiva del equipo.
Siempre llevó el número 30. Su hijo Stephen Curry lo lleva en su honor.
El 23 de agosto de 2021, Curry y su mujer, anunciaron su divorcio tras 33 años de matrimonio.